# ساندویچ سرد
فیلم  ساندویچ سرد  نام سابق فیلم سینمایی شیش و بش به کارگردانی بهمن گودرزی، نویسندگی محمدرضا گلزار ٬ پیمان قاسم‌خانی و خشایار الوند و تهیه‌کنندگی مرتضی شایسته ساخته سال ۱۳۸۹ است.